# 鳳林寺 (埼玉県小鹿野町)
鳳林寺（ほうりんじ）は、埼玉県秩父郡小鹿野町にある曹洞宗の寺院。秩父七福神の一寺。

## 歴史
1543年（天文12年）、才屋尊芸によって開山された。才屋尊芸は現在の寺の裏山にある洞窟に籠ったところ、勢至菩薩が現れたという。この奇跡を目の当たりにし、当地に寺を創建することになった。そして近くの林に鳳凰が飛来したことから寺号を「鳳林寺」とした。
当寺の本尊は釈迦如来であるが、他に四天王像もあり、中でも毘沙門天は特別な崇敬を集めている。
当寺には、木庵性瑫による「長慶山鳳林寺」の扁額の紙本が残されている。木庵は黄檗宗の僧侶で1655年（明暦元年・順治12年）に日本に渡航し、萬福寺第2世住職となった人物である。木庵は能書家でもあったことから、当寺の扁額を揮毫したものと推測される。

## 秩父七福神
| No. | 寺院名        | 宗派            | 祀神         | 御利益                                           | 所在   |
| --- | ------------- | --------------- | ------------ | ------------------------------------------------ | ------ |
| 1   | 嶽頂山 東林寺 | 曹洞宗          | 宇根恵比寿神 | 商売繁盛、五穀豊穣、庶民救済の神                 | 横瀬   |
| 2   | 平量山 圓福寺 | 真言宗 智山派   | 福寿大黒天   | 福寿開運、五穀豊穣、子孫愛育の神                 | 皆野   |
| 3   | 大聖山 金仙寺 | 臨済宗 建長寺派 | 聖山布袋尊   | 招福開運、諸願成就の神                           | 影森   |
| 4   | 普光山 総持寺 | 臨済宗 南禅寺派 | 殿平福禄寿   | 福、禄、寿を司る神                               | 長瀞   |
| 5   | 長慶山 鳳林寺 | 曹洞宗          | 大悲毘沙門天 | 病魔退散、財宝来福の神                           | 小鹿野 |
| 6   | 光臺山 惣圓寺 | 浄土宗          | 八臂大弁財天 | 学問、芸術、知恵授けの神、財宝来招、商売繁盛の神 | 秩父   |
| 7   | 大寶山 圓福寺 | 臨済宗          | 延命寿老人   | 不老長寿、健康長寿の神                           | 秩父   |

## 交通アクセス
- 路線バス寺上停留所より徒歩2分。